# Phylica nitida
Phylica nitida es una especie de arbusto de la familia Rhamnaceae. Es un endemismo de las islas Mascareñas, en las islas Reunión y Mauricio.

## Descripción
Es un arbusto leñoso en la montaña de Reunión. El arbusto puede alcanzar hasta 3 m de altura. 

## Distribución y hábitat
En la isla Mauricio es parte de la vegetación en suelos poco profundos.

## Taxonomía
Phylica nitida fue descrita por Jean-Baptiste Lamarck y publicado en Tableau Encyclopédique et Methodique ... Botanique 2: 77, en el año 1797.
Sinonimia
- Blaeria leucocephala Bory
- Phylica leucocephala (Bory) Cordem.
- Phylica mauritiana Bojer
- Phylica mauritiana Bojer ex Baker
- Phylica mauritiana var. linearifolia Pillans[2]